# 辛普森一家的非英语版本
辛普森一家的非英语版本是在其他國家無論是原音版本或配音版首播的內容介紹版頁，該電視節目開播晚於美國1989年於福克斯首播。

## 語言分类

### 法語版
法語版首播兩次，第一次於加拿大魁北克省，另一次於法國。該節目冠名為《Les Simpson》，下方有原片名。大多數法語DVD是魁北克配音，但很早就有版本使用法國配音代替。只有極少數的美國電視節目有完全不同的版本，魁北克和法國於一體，並已取得了許多研究比較它們。在法國版所有人物講標準法語，除少數民族人士：阿普擁有印度腔調，而卡爾和伦尼·伦纳德在美國版本沒有腔調，也改成法語腔調。柯克·范霍滕改成布鲁塞尔腔調，為“范霍滕”是可以被假定為比利時人的姓氏。在魁北克省的版本，只有精英鎮，如西摩·斯金納和洛夫喬伊牧師，說話帶法式口音。辛普森家庭和大多數鄉親具有強烈的魁北克口音說話。在魁北克版本中少數民族人士也有腔調。值得注意的是，卡爾有來自非洲或加勒比黑人移民的腔調。
至於當地習語偶爾採用地方直接翻譯。美國的文化和政治笑料偶爾替換為本地的。舉例來說，紐特·金里奇在魁北克省普遍更換成麥克·哈里斯。每種法語版大部分不更換循環人物的英文名稱。兩個例外是雜耍家鮑伯與雜耍家梅爾，在法國譯為大溪地鮑伯與大溪地梅爾，因為「雜耍家〈sideshow〉」無直接翻譯。魁北克省版中雜耍家是外來語。另一個例外是魁北克版本辛普森家的狗圣诞老人小助手，改成"小紅鼻子馴鹿"〈Le p'tit renne au nez rougethe，源自歌曲紅鼻子馴鹿魯道夫〉，以及法國版本“小聖誕老人”（Petit Papa Noël，源自法語聖誕節歌曲）。
此外，雖然該節目的地方和環境在魁北克配音都無變更（仍然發生在美國），但美國電視節目、電影等的人物改為魁北克的。舉例來說，一荷馬看的節目《CSI犯罪現場：邁阿密》變更成魁北克秀《福捷》（Fortier）。雖然這些是讓法裔加拿大觀眾熟悉，但在現實生活中這些是無稽之談，因為幾乎魁北克媒體節目都在美國是不知道的。這是魁北克市場本地化幽默的例子。此外大多數情況下英語變更為法語。由於這個原因，有一集荷馬拜訪加拿大，所用的母語和法語完全顛倒，導致英裔加拿大人講法語和法裔加拿大人講英語。在另一集裡英裔加拿大人用美國口音講法語，來自美國的主角卻不是如此。
動畫的語言並沒有改變，無論是法國版字幕或說一個人物，這兩個法文版本用英文寫的仍然是英文。一個重要的例外是在每一集的開頭的黑板笑點。魁北克和法國版本皆有。然而，對於魁北克版本最新集數中，文字變更加清楚又能理解，如電影片名（在“Co-Dependent's Day”中，"Cosmic Wars"變成"La guerre de l'espace"）。
2007年6月馬特·格朗寧在《與柯南•奧布萊恩的深夜》上指出菲利普·佩蒂厄為法國版荷馬配音說出“T'oh!”而非“D'oh!”。這是他第一次為荷馬的配音時的失誤，從那時起一直都如此。在巴黎版，許多其他口頭禪被換掉：巴特的“吃我的短褲”改成“去自己洗頭”（Va te faire shampouiner，類似“下地獄”）。當荷馬想掐巴特，他的那句“為什麼你這小......”變成了“你這骯髒的小...”（espèce de sale petit...）。法國版也有其流行的流行語，翻譯一些術語，在原來的版本不流行語。荷馬說“Oh my god!”替換成“Ouh pinaise!”（Oh punaise!的變形），該罵人淡化成“Oh putain!”（哦，該死！）。“Oh punaise!”表示英文荷馬的“D'oh”。荷馬也說不出一些術語，如“bibliothèque”（圖書館），說成“bibiliothèque”。以及這些加拿大法語版本流行語翻譯：“吃我的短褲”變成了“吃地獄”（“mange la crotte”），而“為什麼你這小......”變成了“你小混蛋”（“mon p'tit verrat”）。
2012年3月Gérard Rinaldi之後被Xavier Fagnon取代。

### 意大利語版
《I Simpson》自1991年10月1日在意大利播出。主演由托尼諾·阿可拉（荷馬）、劉·博西肖（美枝）、伊拉里亞·斯塔格尼（霸子）、莫妮卡·沃德（花枝）。每當英文字出現在上面，意大利版會外加翻譯。在最初的黑板上場面，霸子讀出翻譯後的語言，但黑板本身仍然顯示英文文字。雖然所有的角色的名字，有些已被修改，可能會讓觀眾更容易理解和知道名字，最值得注意的是，莫變成了伯（Boe，和他的酒吧招牌都修改了），埃德娜·克拉巴佩尔更名為卡普拉帕尔及維古姆警官更名為Commissario Winchester（字譯相同）。他們的名字角色所有的人物（西摩·斯金纳、維古姆警官、威利校管等）或英文文字（胖子托尼）是用直譯，雜耍家〈sideshow〉更名成Telespalla。很多人物具有濃厚的地方口音：維古姆、婁和馬文·夢露是那不勒斯口音，艾迪像是巴里，卡爾與威尼斯口音，洛夫喬伊牧師是卡拉布里亞口音，斯內克和萊昂內爾·胡茨是羅馬口音，奧托·曼是米蘭口音，胖子托尼顯然是西西里口音，威利是撒丁口音。在2012年11月，劉·博西肖和伊拉里亞·斯塔格尼所配的角色名被索尼亞斯·科蒂（美枝）及蓋亞·博洛涅西（霸子）所取代。法語和西班牙語版本的真實和虛構人物仍保持英語配音，例如在《任何給定的日舞》一集中伍迪·艾伦（由汉克·阿扎里亚配音）的英語配音被俄瑞斯忒·利歐雷所替換，事實上他在意大利一個星期播出後死亡。很多是由客串，像前部長納齊奧·拉瑞沙為製糖業經理加思配音、政治家亞歷山德拉·墨索里尼為美枝的好友塔米配音、記者瑟琳娜·丹帝尼為斯內克的女友格洛莉亞和埃米利奧·菲德為約翰·斯圖爾特配音，足球運動員弗朗切斯科·托蒂和他的妻子廣告女郎伊拉里·布拉西為巴克·米歇爾和塔比瑟·畢思，廣告女郎瓦萊里婭·馬里尼為明蒂·西蒙斯配音，瑪麗亞·格拉齊亞·鈷契諾塔為在原版佛朗西絲卡配音。2013年7月14日托尼諾·阿可拉逝世，在2013年11月14日接替他的是馬西莫·洛佩茲。

### 西語版
西班牙語版首播兩次，曾經在墨西哥，另一次在西班牙。在這兩個版本中，該節目被命名為《Los Simpson》，姓氏在西班牙語中是無複數變化（雖然並不少見，但很多人寫成《Los Simpson》）。兩個版本之間有許多差異。在拉丁美洲，荷馬被翻譯成奧梅羅（Homero），但在西班牙用原名。在拉丁美洲其他的翻譯是：巴尼·冈布尔為巴尼·戈麥斯，維古姆警官為Jefe Gorgory（字譯相同），拉爾夫·維古姆為Ralf/Rafa Gorgory（字譯相同），洛夫喬伊牧師為阿萊格里亞牧師和喬·昆比市長為迪亞曼特鎮長，至於癢癢鼠與抓抓貓的西語版：在拉丁美洲為Tommy y Daly及在西班牙為Rasca y Pica（然而，"皮卡"和"羅斯卡"是最準確翻譯）。雜耍家鮑伯在拉丁美洲為Bob Patiño及在西班牙為Actor secundario Bob。
沒有改變，英文寫的仍然是英文。在黑板上，霸子讀出翻譯後的語言。引進後，在拉丁美洲版本的西班牙語名字是荷馬說。在顯示文字通常有拉丁美洲版本解說員，而他們副標題是西班牙語。DVD包括拉丁美洲的音頻。
許多粉絲在卡洛斯·雷維拉去世後傷心，由於後續找人為荷馬配音，Antena3必須找到可替雷維拉的配音員。
第15季以後，演員協會從國際錄音和配音找演員反對提案，配音工作室僱用非業界演員負責製作拉丁美洲版本。第16季後全換人物。
西班牙語版採用什麼樣的角色更多的字面翻譯脫穎而出都這麼說，而墨西哥版經常聽到當地笑話或詞句及用拉丁美洲流行文化。反而西班牙語翻譯很可能會對拉丁美洲的觀眾顯得色情。在這兩個版本的客串是由演員的特殊西班牙語。這樣一來，如果西班牙觀眾期待聽到格倫·克洛斯的聲音，通常等於女演員。

### 葡語版
葡萄牙語版在巴西里約熱內盧的音頻新聞工作室製作。配音員有卡洛斯·阿爾貝托為荷馬及阿部配音，塞爾瑪·洛佩斯為美枝配音，弗拉維亞·珊迪為莉萨配音和霸子為羅德里戈·安泰配音。某些人物的名稱在葡萄牙語版變換。吉爾Gil變成Jil，雪球被稱為Bola de Neve（字譯相同），與聖誕老人小助手叫Ajudante do Papai Noel（字譯相同）。Kwik-E-Mart在第一季是Mercadinho。由馬里奧·菲略配音荷馬朋友萊尼，有巴西東北部的口音。

### 粵語版
於亞洲電視國際台只播放至第十二季。播畢第十一季後沒續播，相隔多年後至2008年8月31日播放第十二季，及後沒繼續播映。片名為《阿森一族》。

## 國家/地区分类

### 亞洲

#### 台灣
台灣版片名為《辛普森家庭》，曾在電視台播放多次，計有台視、MUCH TV、東森綜合台與FOX台灣頻道共四次，這四次當中為東森綜合台2010年7月18日首播，台視、MUCH TV不可考。FOX台灣頻道於2014年1月1日從第二十三季首播，更逐漸讓觀眾熟知。該版本是由魯蛋叔叔聲創工作室，即曹冀魯旗下的配音公司製作，並邀聘劇本統籌葉志偉所帶領之團隊進行對白改編。FOX版與之前其他電視台版本不同之處，在於加入許多時事議題、網路文化、社會現象觀察與台灣現有人物，並邀請知名藝人客串配音，讓觀眾更熟悉更有共鳴，這一點跟法語版和意大利語版類似。
因為早期台視版本播畢之後，台灣觀眾仍難以理解辛普森動畫的魅力，因而使用在地化的配音，有望使觀眾感到貼近。MUCH TV版本曾將荷馬改成金康凱，美枝改成金燕桃，霸子改成金有為，莉萨改成金羅樂，韦伦·史密瑟斯改成史克浪，小丑庫斯提改成小丑呼嚨你，他爸爸郝古板牧師。FOX台灣版本中，蒂莫西·洛夫乔伊改成林涼堂，内德·弗兰德改成魯肉王，弗林克改成李眼摺，漫画男改成宅神，肯特·布罗克曼改成李掏，癢癢鼠與抓抓貓改成貓鼠大戰(也有躺母貓與傑尼鼠)，阿普·哈萨皮马佩蒂隆改成柯阿三，乔·昆比改成郝融冰，朱利叶斯·希伯特改成華頭，尼克·里维埃拉改成潘懷棕，莫·希斯拉克改成莫少蔥，伦尼·伦纳德改成藍尼·雷公，卡尔·卡尔森改成莫那·盧到，蒙哥馬利·伯恩斯改成郭董，韦伦·史密瑟斯改成艾甲甲，威利改成鬍鬚張，埃德娜·克拉巴佩尔改成陳趾鹹，奥托·曼改成阿嘎，米尔豪斯·范霍腾改成蘇呆子，拉尔夫·维古姆改成孔安，亚伯拉罕·辛普森改成荷牛·辛普森(也有荷熊·辛普森)，圣诞老人小助手改成勇哥，安东尼·达米科改成吉他大仔。地名春田市改成內糊，Kwik-E-Mart改成QK便利商店等。
Fox版在播出後廣獲好評，引發觀眾熱烈討論，腳本除加入如「馬陰久」、「歐陽泥泥」、「飽杰」等名人笑點，更時常臺灣政治「綜藝化」的荒繆現象置入，如國民黨的車輪黨槳公銅像、立法院大腸花、民進黨只會「講幹話」等等，不分藍綠皆加以批判嘲諷。辛普森一家及居民說話時甚至可以聽到國台語夾雜發音。，另外台灣藝人雞排妹配音在《神話般的冒充男孩》一集為自己同名的角色（即Zhenya）配音，以及千田愛紗在《嫁給波比》一集為角色千田愛紗子（即Kumiko Nakamura）配音。此版本不僅成為歷來收視率最高以及討論度最熱烈的辛普森家庭，更有研究生以其腳本改編策略為題，進行採訪分析並書寫成論文。由此可知，其成功及受歡迎的原因，不僅僅是因為加上了中文配音，更歸功腳本改編團隊的各種創意，其中包含了網路文化的諧擬、經典港片的挪引、角色後設自嘲，甚至是體育賽事、歷史事件、電玩遊戲等等的現象諷刺。
臺灣一共歷經四次版本播出，起因於播出期間，家長認為其節目內容過多性暗示或暴力的畫面，可能會導致兒童行為偏差，造成有些片段遭刪減，部分則因NCC檢舉而停播。FOX版本雖仍然播出，但原本的髒話及性暗示內容都經過重新改寫與轉換，故沒有被刪去的片段，因此不會下檔。如荷馬的髒話D'oh!變成「看！」即是一例。
FOX台灣頻道之前曾播到第25季延後開播十個月的進度。第26季於7月4日起開播。
目前FOX台灣頻道後面陸續播出辛普森家庭第27季、第28季、第28季、第29季、第30季、第31季、第32季。

#### 日本
片名為，1992年9月19日於WOWOW首播，至2002年9月播出約20話，共12季。Fox Channel Asia從第13季後播出。2008年10月轉移到FOX Movie，2008年2月5日從第15季播出。其中第14季前是配音版，第15季後是原音字幕版。2010年3月起FOX Movie第17季以原音字幕版播出。從2010年8月起回歸FOX頻道。

#### 南韓
片名為《심슨 가족》於MBC1995年1月9日的第一季語第二季配音版週五晚上7時播出。

#### 印度
片名為《द सिम्पसन्स》，於Fox India和FX India首播，英語和譯製的印地语。阿赫亞沙·斯查爾為荷馬·辛普森的印地语配音，而在辛普森一家大电影的印地语配音的談話中，製作人計劃想用博蔓·伊拉尼代替荷馬，但從未實現。

#### 巴基斯坦
譯製的旁遮普語於Geo TV首播。毒品，酗酒和性行為都被刪除。英文原版在衛視合家歡台。這兩個版本都相當受歡迎。

### 歐洲

#### 瑞典
第一次播出在1990年11月29日。最初是在TV3原音版瑞典文字幕播出。然而在1993年，決定開始配音“辛普森一家”提高收視率，被移到適合兒童的時段。引起公眾不滿之後，只有六集已下降，之後被移到成人的時段。巴特由阿尼卡·斯美尼斯配音及荷馬由珀·桑德博勒配音。出版辛普森一家電影版DVD與阿尼卡·斯美尼斯為巴特配音一次。

#### 匈牙利
第一次在TV3以匈牙利語於1998年9月14日播出，是在TV3最流行的節目，但經過這個頻道在2000年關閉的ViaSat公司3，開始從9月29日播放第6季，2001年一月份的集數，2008年ViaSat 3停止播放《辛普森一家》，同時姊妹頻道ViaSat 6（當時TV6）重播。2008年9月29日，ViaSat 6也開始播出新集數。2013年8月30日，ViaSat公司6播出第24季，2014年2月4日，福克斯匈牙利語版本推出，並從第25季於每週五福克斯播出新集數。目前，第25季都可以在播出後兩星期內可看到。

## 其他紀事
福岛第一核电站事故發生當時，不少版本都不播「與核能事故直接相關」的集數。不過此後數季，該節目並沒有再有以核能事故為題材的故事。

## 外部連結
- D'oh! Arabized Simpsons Aren't Getting Many Laughs （页面存档备份，存于） 華爾街日報 - 在阿拉伯地區播出時長期辛普森粉絲的反應。
- Homer's odyssey: Why The Simpsons flopped in the Middle East （页面存档备份，存于） – 加拿大廣播公司的文章 - 阿拉伯版本失去趣味。
- Details about the dubbed version in Pakistan.